# برناديت سوبيروس
برناديت سوبيروس (بالفرنسية: Bernadette Soubirous)‏ وإسمها الكامل ماري برنارد سوبيروس (بالفرنسية: Marie Bernarde "Bernadette" Soubirous)‏ وهي قديسة كاثوليكية ولدت في يوم 7 يناير 1844 في قرية لورد في فرنسا وقد كانت من عائلة فقيرة تعتمد على الزراعة، ظهرت على ما فُسر أنها مريم العذراء في سنة 1858 لها لحوالي 18 مرة وقالت بأن مريم العذراء أمرتها بأن تخبر القساوسة بأن يبنى لها مزار في مكان التي تظهر وألذي كان في كهف، لم يكن الناس يرون مريم العذراء لكنهم كانوا يرون برناديت بحالة غريبة لم يسبق لأي إنسان شاهدوه أن مر بها لكن إحدى صديقتيها قالت بأنهما رأتا مريم العذراء قبل مجئ الناس الباقين، وبعد توقف ظهوراتها أصبحت راهبة في الدير وكانت تساعد المحتاجين وتوفيت في يوم 16 أبريل 1879 بعمر 35 سنة بمرض السل وجسدها محفوظ في كنيسة اللورد وهو لم يتحلل، تم إعلانها قديسة في الكنيسة الكاثوليكية في 8 ديسمبر 1933 ويحتفل بعيدها في يوم 6 أبريل من كُل سنة ويزور كنيسة اللورد اليوم حوالي مليون سائح في كُل سنة طلباً للشفاء من بعض الأمراض حيث يوجد نبع في كنيسة اللورد أمرت فيه مريم العذراء برناديت حفر الأرض لإستخراج المياه منه.

## روابط خارجية
- برناديت سوبيروس على موقع الموسوعة البريطانية (الإنجليزية)